# Vardenis
Vardenis (armenio: Վարդենիս) es una comunidad urbana de Armenia perteneciente a la provincia de Geghark'unik'.
En 2011 tiene 12 685 habitantes.
Es uno de los asentamientos más antiguos de Armenia y ha tenido diversos nombres como "Vasakashen", "Voskeshen" y "Basargechar". Este último fue su nombre oficial hasta 1969, cuando adoptó el actual topónimo "Vardenis". La actual localidad fue refundada en torno a 1829-1830 por inmigrantes procedentes de Diadin (Tateon) en Armenia Occidental. Bajo la Unión Soviética, era una localidad de población mixta donde convivían armenios y azeríes, pero la Guerra de Nagorno Karabaj produjo la expulsión de los azeríes en 1988 y su sustitución por refugiados armenios de Bakú y Sumqayit.
Se ubica en el cruce de las carreteras M11 y M14, junto a la orilla suroriental del lago Sevan.